# 太岳区第一军分区贾寨旧址
太岳区第一军分区贾寨旧址，位于山西省临汾市古县北平镇贾寨村。

## 保护
2021年8月4日，太岳区第一军分区贾寨旧址公布为第六批山西省文物保护单位，编号6-356，近现代建筑类，年代为1943年。